# 브리티시 블루스
브리티시 블루스(British blues)는 블루스의 장르중 하나이다. 음악의 1950년 후반에이고 독특한 개발은 1960년대에 주류의 높이에 유래된 영국 블루스 한 형태 미국 블루스에서 파생된 것이다. 영향력 있는 스타일 일렉트릭 기타에 장르의 여러 지지자들의 롤링 스톤스, 애니멀스, 에릭 클랩튼, 플리트우드 맥과 레드 제플린 등 국제적인 스타들을 만든 것 지배했다.

## 기원
미국의 블루스는 1930년대부터 영국으로 가져온 기록을 포함한 많은 경로를 통해 영국에서 알려지게 되었고, 특히 제2차 세계 대전과 냉전 시대에 그곳에 주둔한 아프리카계 미국인들에 의해, 런던, 리버풀, 뉴캐슬어폰타인 그리고 벨파스트 같은 항구들을 방문하는 상인들  그리고 일련의 불법 수입을 통했다.

## 브리티시 리듬 앤 블루스
몇몇 밴드들은 블루스 아티스트들에 초점을 맞추었지만 특히 시카고 일렉트릭 블루스의 경우, 다른 사람들은 리듬 앤 블루스에 더 폭넓은 관심을 가졌고, 머디 워터스와 하울링 울프 같은 체스 레코드의 블루스 아티스트들의 작품을 포함하여 로큰롤의 선구자인 척 베리와 보 디들리가 등장한다. 가장 성공적이었던 것은 롤링 스톤스였는데, 그들은 그들이 작곡하기 전에 우울증을 해소하기 위해 그들의 첫번째 앨범을 발표했고, 그들은 주로 리듬 앤 블루스의 표준으로 구성된 첫 앨범을 1964년에 발매했다. 비틀즈의 전국적인 성공과 뒤이은 국제적인 성공 이후에 롤링 스톤스는 곧 두번째로 인기 있는 영국 밴드로 자리 매김했고 R&B 지향의 밴드들의 두번째 물결의 선두 주자로서 미국 음반 차트의 영국 침략에 동참했다. 시카고 블루스 곡 외에도 롤링 스톤스는 또한 척 베리와 발렌티노스의 노래들을 리메이크했다. "Little Red Rooster"의 버전에서는 1964년 12월 영국 싱글 차트에서 1위를 차지하면서 블루스 곡들과 영향력이 롤링 스톤스의 음악에서 계속 드러났다.